# Jonesport (Maine)
Jonesport est une ville américaine située dans le Comté de Washington, dans le Maine. Selon le recensement de 2020, sa population est de 1 245 habitants.